# Adrian Boult

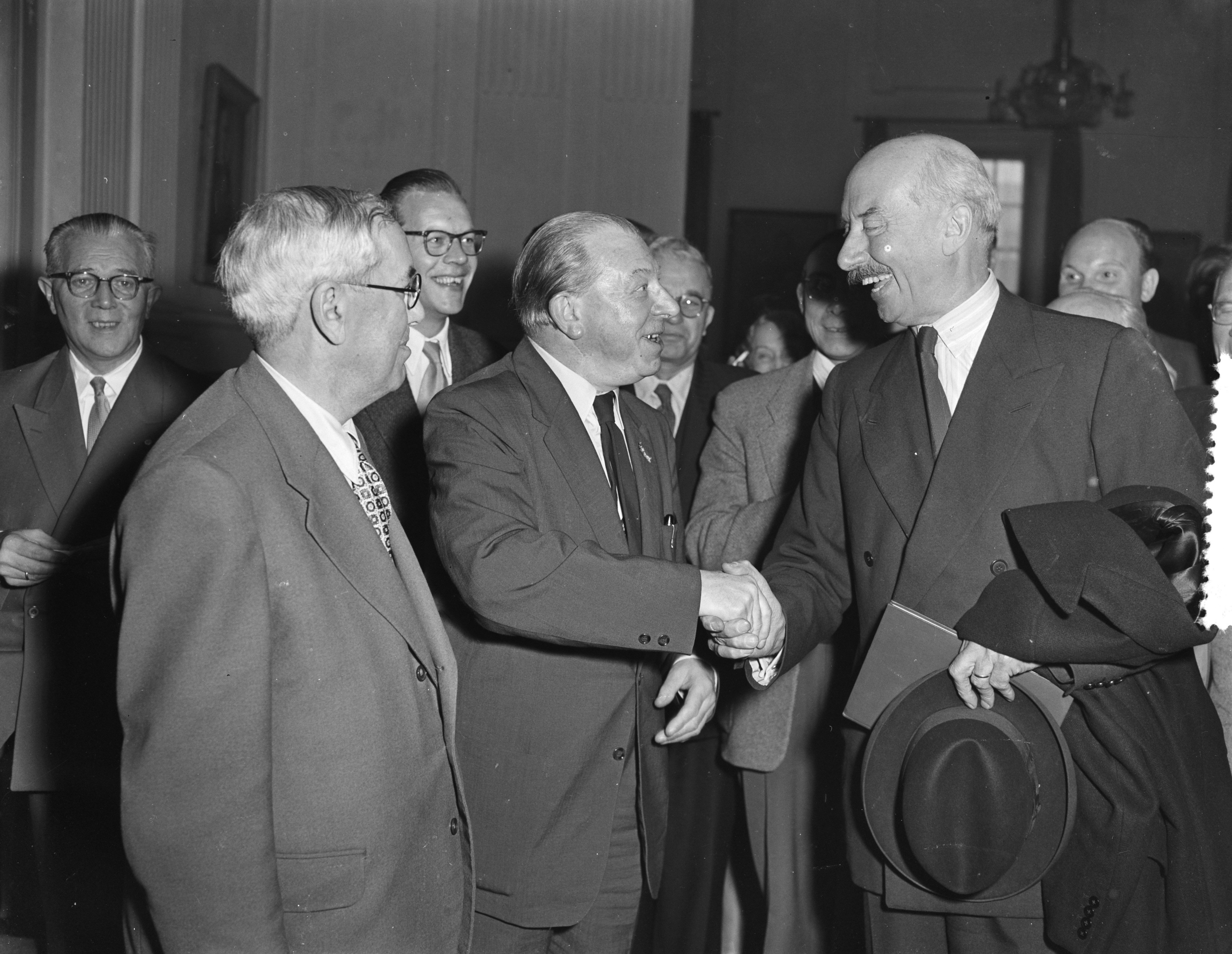
Adrian Boult (rechts) feliciteert Jaap Stotijn (1955)

Sir Adrian Cedric Boult (Chester, 8 april 1889 - Londen,  22 februari 1983) is een beroemd Brits dirigent uit de 20e eeuw.
Hij is opgeleid aan de Westminster School te Londen en aan Christ Church van de Universiteit van Oxford. Daarna verhuisde hij naar Leipzig om verder orkestdirectie te studeren bij Arthur Nikisch (1912 en 1913) en Max Reger. In 1914 ging hij naar Royal Opera House Covent Garden en maakt zijn debuut aldaar in 1918. In 1919 gaf hij les aan het Royal College of Music in Londen en werd hij dirigent van het City of Birmingham Symphony Orchestra (CBSO) van 1924 tot 1930. Daarna stapte hij over naar het BBC Symphony Orchestra en verzorgde hij de Britse premières van Wozzeck van Alban Berg in 1934 en Doktor Faust van Ferruccio Busoni in 1937. In 1937 werd hij geridderd.
In 1950 verliet hij de BBC na interne verwikkelingen. Hij werd in 1951 gevraagd om de dirigeerstok op te nemen van het London Philharmonic Orchestra, waar hij bleef tot 1957). Hij gaf de wereldpremières van The Planets van Gustav Holst en de symfonieën 3, 4 en 6 van Ralph Vaughan Williams.
Naast het dirigeren heeft Boult ook een aantal boeken geschreven over dirigeren.
- Bibsys: 90685245
- Biblioteca Nacional de España: XX852710
- Bibliothèque nationale de France: cb124028313 (data)
- Catàleg d'autoritats de noms i títols de Catalunya: 981058511708406706
- CiNii: DA07265331
- Gemeinsame Normdatei: 118856774
- International Standard Name Identifier: 0000 0001 1038 6101
- Library of Congress Control Number: n50042122
- Nationale Bibliotheek van Letland: 000106906
- MusicBrainz: 2c8254d8-06db-4bae-a3e6-a0debcf785ae
- Bibliotheek van het Japanse parlement: 00433985
- Nationale Bibliotheek van Tsjechië: ola2002153891
- Nationale Bibliotheek van Israël: 987007583359505171
- Nederlandse Thesaurus van Auteursnamen: 068349653
- Istituto Centrale per il Catalogo Unico: TO0V596525
- LIBRIS: 209808
- SNAC: w65h7hvm
- Système universitaire de documentation: 033130825
- Trove: 680080
- Virtual International Authority File: 12393687
- WorldCat: E39PBJccbMhdKw46kHcMrFx7HC